# 4672 Takuboku
Takuboku (asteróide 4672) é um asteróide da cintura principal com um diâmetro de 35,59 quilómetros, a 3,010343 UA. Possui uma excentricidade de 0,0545491 e um período orbital de 2 075,21 dias (5,68 anos).
Takuboku tem uma velocidade orbital média de 16,69184125 km/s e uma inclinação de 15,55836º.
Este asteróide foi descoberto em 17 de Abril de 1988 por Seiji Ueda, Hiroshi Kaneda.